# Giovanna Albertini
Giovanna Albertini, nota anche con lo pseudonimo di la Reggiana (Reggio Emilia, ... – ...; fl. 1700-1735), è stata un contralto italiano. Attiva sulle scene della Penisola per quasi tutto il primo ventennio del XVIII secolo, si trasferì successivamente in Germania e in Europa centrale.

## Biografia
Nacque alla soglia dell'ultimo quarto del XVII secolo, probabilmente a Reggio Emilia, almeno a giudicare dal nomignolo che le rimase costamente attaccato lungo tutta la sua carriera italiana, ed era sorella del celebre castrato Girolamo Michele Albertini, detto Momoletto.
Secondo le ricerche del Corago di Bologna, la sua prima esibizione teatrale documentata risale all'ottobre del 1700, a Rovigo, come Dorilla nel Prassitele in Gnido di Agostino Bonaventura Coletti, dopodiché la sua attività continuò, prima in zona veneta, spesso in ruoli maschili, poi a Firenze, dove apparse, se non già nel 1703 nella Villa Medicea di Pratolino, l'anno successivo, nel Il Faramondo di Carlo Francesco Pollarolo al Teatro del Cocomero, e nel 1707, come "amorosa" (Elvida), nel Dionisio re di Portogallo di Giacomo Antonio Perti a fianco del famoso soprano Vittoria Tarquini (ca. 1670–1746).
Tra il 1708 e il 1710 la carriera dell'Albertini registrò il definitivo decollo con l'esordio sulle due piazze prìncipi dell'opera italiana del tempo: a Venezia, nella stagione d'autunno 1708 al Teatro Tron di San Cassiano, come protagonista in travesti dell'Astarto di Albinoni (e poi in altre opere di Pollarolo e dello stesso Albinoni), e a Napoli, nel maggio 1709, come componente stabile della compagnia del Teatro San Bartolomeo, nei panni di Elmira ne L'amor volubile e tiranno di Alessandro Scarlatti, a fianco del celebre castrato e faccendiere di Ferdinando de' Medici, Francesco de Castris (circa 1650-1724). Nella capitale campana si produsse quindi, fino agli inizi del 1711, in numerose altre opere principalmente di Scarlatti, ma anche, curiosamente, in una seconda versione dell'Astarto di Albinoni, questa volta però nei panni della prima amorosa, Elisa.
Negli anni successivi, a parte un intervallo di nuovo a Napoli tra il 1714 e 1715 (questa volta impiegata esclusivamente in parti maschili), l'Albertini si esibì in diversi teatri dell'Italia centrale, fino al settembre 1718, quando partecipò a Pesaro alla rappresentazione di una versione probabilmente ridotta di una vecchia opera di Carlo Pallavicino, Il Vespasiano, in onore del pretendente al trono britannico Giacomo III Stuart, all'epoca in esilio nell'urbinate.
Dal 1718 al 1729, Giovanna Albertini fu poi chiamata come "prima donna" alla corte degli Assia-Kassel, nell'omonimo langraviato, dove si era trasferito da oltre un quindicennio suo fratello Momoletto, il quale si era guadagnato una posizione di rilievo nel locale panorama musicale. Non ancora molto è stato portato alla luce sull'attività "tedesca" dell'Antonini (e anche sul suo rapporto con gli Assia), certo è che la si trova, nel 1722, nell'orbita della corte di Baviera. I principi bavaresi avevavo la consuetudine di venire in Italia per assistere alle stagioni liriche, nelle quali erano impegnati spesso musicisti al loro servizio. Nel marzo di quell'anno arrivarono Carlo Alberto, l'erede al trono elettorale, e suo fratello Ferdinando, con in programma di assistere, fra l'altro, all'opera nuova che si sarebbe data nel mese di maggio al Teatro Malvezzi di Bologna, l'Osmisda di Giuseppe Maria Orlandini. Tra gli interpreti di primo piano figuravano Antonio Bernacchi, "Virtuoso di Camera di S.A.E. di Baviera", Faustina Bordoni, "Virtuosa di Camera di S.A.E. Palatina", ed anche l'Albertini, la quale però non si fregiava di alcun titolo di rapporto con gli Assia-Kassel, ma solo del suo consueto nomignolo di "Reggiana". Nell'ottobre dello stesso anno si celebrarono a Monaco le nozze tra il già citato principe elettorale (e futuro imperatore), Carlo Alberto e l'arciduchessa Maria Amalia d'Asburgo, figlia dell'imperatore Giuseppe I, e, nell'occasione, fu messa in scena anche l'opera Adelaide di Pietro Torri, "che durava più di sei ore [...] con macchine sceniche spettacolari e grandiose". Bernacchi e l'Albertini erano evidentemnte rientrati in Germania, poiché figuravano tra gli interpreti, ma il primo continuava a fregiarsi del suo titolo, così come la primadonna Aurelia Marcello di quello di "Virtuosa di Camera della Sereniss. Gran-Principessa di Toscana", mentre l'Albertini era al solito definita solanto "la Regiana". Nonostante fosse ormai di fatto retrocessa al rango di "seconda donna", l'Albertini continuava a riscuotere apprezzamenti. Nel riferire dello spettacolo, un anonimo corrispondente della rivista Critica Musica di Johann Mattheson, dopo essersi lamentato che uno degli interpreti cantasse col naso, aggiungeva: 
Con la fine degli anni Venti sia Girolamo sia Giovanna lasciarono Kassel: il primo, su ordine di Federico – figlio ed erede del langravio in carica (ormai da più di quarant'anni) – il quale nel 1720 era riuscito a farsi nominare re di Svezia, dovette seguire il suo  nuovo padrone per qualche tempo a Stoccolma; la seconda abbandonò evidentemente il suo servizio alla corte degli Assia-Kassel, dove si era ritenuto avesse chiuso la carriera per infine rientrare in Italia. In effetti però, tra la documentazione collazionata dal Corago sono emersi anche due libretti del 1735, relativi a due opere di Giuseppe Matteo Alberti, prodotte in quell'anno a Holešov in Moravia, l'Astianatte e la Venere placata, nelle quali una Ioanna o Joanna Albertini, "Virtuosa del Sign. Conte di Rottal" interpretava rispettivamente i personaggi di Oreste e di Eurilla. Evidentemente, quindi, la carriera della cantante era proseguita in Germania o comunque in area di influenza tedesca: non si sa esattamente quando essa davvero si chiuse, né si hanno notizie sulla sorte finale di Giovanna Albertini.